# Шевченкове (зупинний пункт, Одеська залізниця)
Шевченкове (раніше — 294 км) — пасажирський залізничний зупинний пункт Знам'янської дирекції Одеської залізниці на електрифікованій лінії Павлиш — Користівка між станцією Павлиш (5 км) та зупинним пунктом Озера (2 км). Розташований поблизу села Олексіївка Олександрійського району Кіровоградської області.

## Пасажирське сполучення
На платформі Шевченкове зупиняються приміські поїзди сполученням Кременчук — Знам'янка.